# Suspensionsfresser
Suspensionsfresser (engl. suspension feeders) sind aquatische Lebewesen unterschiedlicher Taxa, die sich von im Meerwasser schwebenden Partikeln (Suspension) ernähren. Diese Art der Nahrungsaufnahme wird auch von sessil lebende Arten, wie Korallen praktiziert.
Die Herkunft der organischen Partikel von Tieren oder Pflanzen ist dabei oft nicht mehr klar bestimmbar, es handelt sich meist um verschiedene Kohlenhydrate. Suspensionsfresser unterscheiden sich daher in ihrer Nahrungswahl von herbivoren (pflanzenfressenden) Tieren wie Weidegängern, die Algen und lebende Pflanzen abweiden, und Debrisfressern, die sich von abgestorbenen Pflanzenresten ernähren, sowie carnivoren (fleischfressenden) Räubern und Aasfressern.

## Unterteilung
Je nachdem auf welche Weise die schwebenden, organischen Partikel aufgenommen werden, wird bei suspensionsfressenden Arten zwischen Filtrierern, Strudlern und Anglern (die auch Tentakelfänger genannt werden) unterschieden.
Dabei unterscheiden sich die Suspensionsfresser in der Art ihrer Nahrungsaufnahme auch von den Detriusfressern, die ihre Nahrung nicht aus dem Wasser entnehmen, sondern bereits abgelagertes organisches Material aus dem Boden verwerten. Es gibt jedoch Ausnahmen, wie Seegurken, die in der Lage sind, beide Ernährungsweisen parallel zu praktizieren.

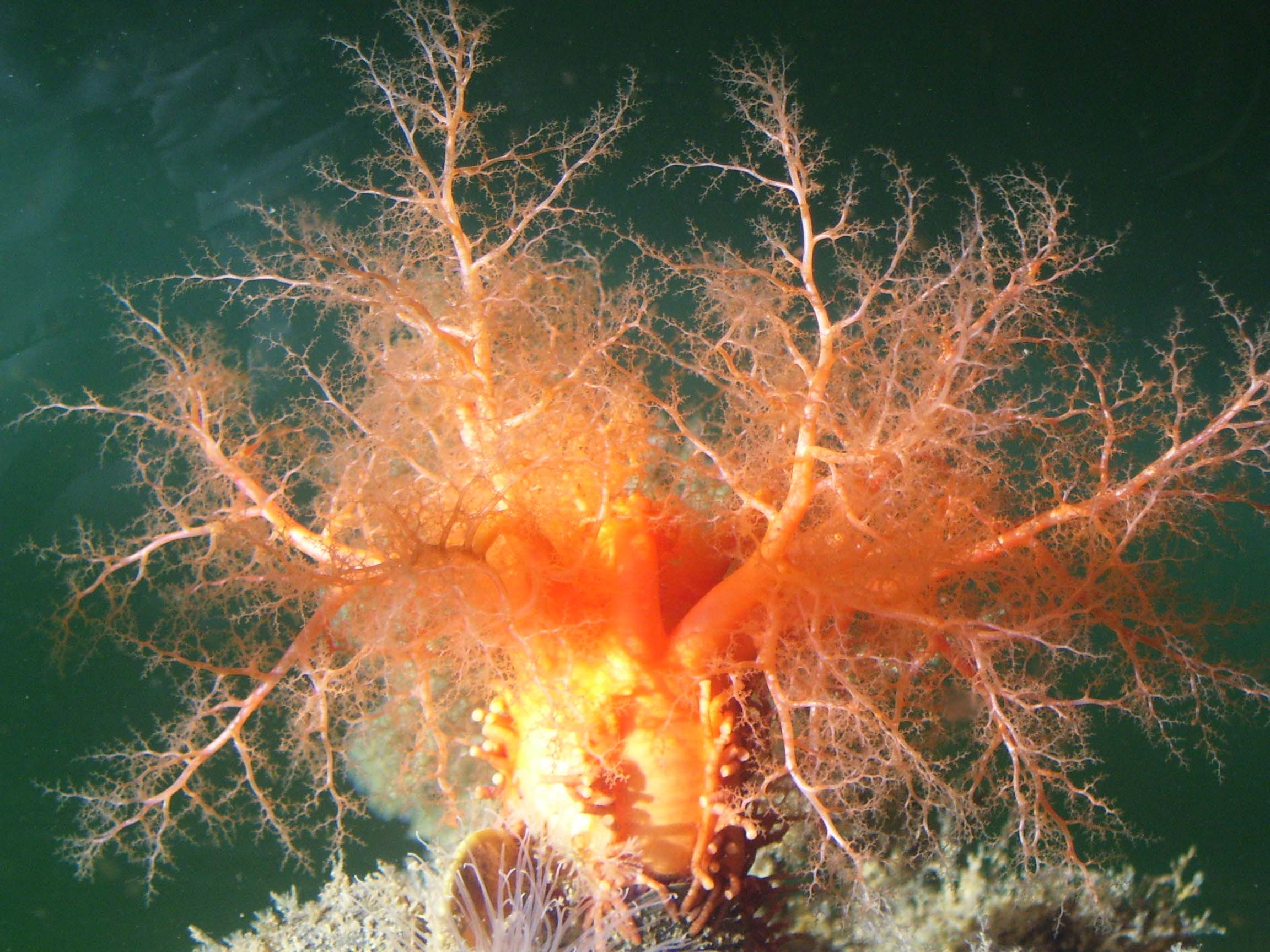
Der Tentakelkranz der Seegurke Cucumaria miniata

Man unterscheidet aktive und passive Suspensionsfresser. Während letztere Strömungen nutzen, um Nahrungspartikel aus dem Wasser zu filtrieren, sind aktive Suspensionsfresser nicht auf diese Wasserbewegungen angewiesen. Sie haben einen aktiven Filterapparat entwickelt, mit dem sie einen (Mikro-)Wasserstrom selbst erzeugen können. Pelagische Formen, z. B. die Salpen, erzeugen den Wasserstrom indirekt durch aktives Schwimmen. Aktive Suspensionsfresser können so auch in Gewässerabschnitten mit wenig natürlicher Strömung Suspensionen aufnehmen.
In Unterseehöhlen finden sich daher stets ineinander übergehende Zonen von passiven Suspensionsfressern am Höhleneingang (mit Strömung) hin zu aktiven (sessilen) Lebensformen im Höhleninneren, wo die ausbleibende Strömung passive Formen ausschließt. Im Allgemeinen finden sich Lebewesen mit dieser Ernährungsweise in nährstoffreichen Gewässern nahe der Oberfläche, kommen aber auch in der Tiefsee vor.

## Beispiele
Suspensionfresser finden sich z. B. bei den Seelilien, den Stein- und Oktokorallen, den Seeanemonen, aber auch bei primitiveren Lebensformen wie den Ciliophora.
Einige Stachelhäuter wie Seegurken (z. B. der Gattung Apodida) werden nicht nur zu den aktiven Suspensionsfressern gezählt, sondern ernähren sich außerdem von Detritus.